# Oliver Freymark
Oliver Freymark (* 4. Mai 1979 in Bremerhaven) ist ein ehemaliger deutscher Eishockeyspieler.

## Werdegang
Der Abwehrspieler Oliver Freymark debütierte während der Saison 1994/95 in der ersten Mannschaft des REV Bremerhaven in der seinerzeit drittklassigen 2. Liga Nord. Im Jahre 1996 stiegen die Bremerhavener in die 1. Liga Nord auf. Ab der Saison 1998/99 war Freymark Stammspieler und errang mit seinem Team zunächst die Meisterschaft in der 1. Liga Nord, ehe sich der REV in zwei Finalspielen gegen den Meister der 1. Liga Süd SC Bietigheim-Bissingen durchsetzte. Ein Jahr später stieg Freymark mit den Bremerhavenern in die 2. Bundesliga auf.
In der Saison 2002/03 spielte Oliver Freymark für den West-Regionalligisten Herforder EC, bevor er nach Bremerhaven zurückkehrte. Sein alter Verein war zwischenzeitlich in die Oberliga abstiegen, sicherte sich aber durch zwei Finalsiege gegen den ESC Moskitos Essen die Oberligameisterschaft 2004. Daraufhin wechselte Freymark für ein Jahr zum Zweitligisten Lausitzer Füchse. In der Saison 2005/06 spielte er für den Oberligisten ESV Bayreuth, der jedoch per 31. Dezember 2005 Insolvenz anmelden musste und sich aus dem Spielbetrieb zurückzog. 
Anschließend zog Oliver Freymark in seine Heimatstadt zurück und spielte noch für die 1b-Mannschaft des REV Bremerhaven sowie in der Saison 2009/10 für den Regionalligisten Weserstars Bremen.